# Zmysłów 5
Zmysłów 5 – drugi album studyjny polskiego rapera Tymona, pierwszy pod właściwym pseudonimem. Wydany w 2002 roku nakładem oficyny Blend Records, spotkał się z pozytywnym przyjęciem. Przeważającą większość materiału wyprodukował Magiera.

## Lista utworów
Opracowano na podstawie materiału źródłowego.
1. „Przy mikrofonie” (muzyka: Lulek) – 3:11
2. „Oto ja” (muzyka: Magiera, skrecze: DJ Kut-O) – 4:13
3. „Zmysłów 5” (muzyka: Magiera) – 4:26
4. „Głęboko w żyłach” (muzyka: Magiera, piano: Andreaz) – 4:50
5. „Pasażer” (muzyka: Magiera) – 6:59
6. „Nie pompuj stypy” (muzyka: Magiera, gościnnie: Jot, Jarosz) – 4:46
7. „Daj głośniej” (muzyka: Magiera, gościnnie: Broadway, Jarosz) – 3:58
8. „Upał lekki” (muzyka: Magiera, gościnnie: Natalia Pluszcz, skrecze: DJ Kto-To-Taki)  – 7:00
9. „Spal tego tłuściocha” (muzyka: Magiera, gościnnie: Jarosz, piano: Andreaz) – 4:03
10. „Ławka w centrum świata” (muzyka: Magiera) – 3:35
11. „Będę tam” (muzyka: Magiera, skrecze: DJ Kut-O & Skalpel) – 5:02
12. „Oka błysk (outro)” (muzyka: Magiera, skrecze: Skalpel) – 3:30
13. „Co wy na to?” (muzyka: Lulek, skrecze: Skalpel) – 3:39
14. „Nie pompuj stypy (Lu remix)” – 9:26